# Кузнецово (Монастырщинский район)
Кузнецово — деревня в Монастырщинском районе Смоленской области России. Входит в состав Соболевского сельского поселения. Население — 7 жителей (2007 год). 
Расположена в западной части области в 8 км к северо-востоку от Монастырщины, в 28 км западнее автодороги А141 Орёл — Витебск. В 32 км восточнее деревни расположена железнодорожная станция Починок на линии Смоленск — Рославль. 

## История
В годы Великой Отечественной войны деревня была оккупирована гитлеровскими войсками в июле 1941 года, освобождена в сентябре 1943 года.